# Guerra romano-sasánida (337-361)
La guerra romano-sasánida de 337-361 fueron dos conflictos militares librados entre el Imperio romano y el Imperio Sasánida entre 337 y 361. Fue el resultado de una agresión de larga data entre las potencias rivales por la influencia en los reinos fronterizos de Armenia e Iberia, así como el deseo de Sapor II (r. 309-379), tras su campaña árabe, de revocar los términos desfavorables del Tratado de Nisibis (299), que había concluido la anterior guerra entre los imperios. Aunque los romanos bajo el mando de Constancio II (r. 337-361) fueron derrotados en varios encuentros sanguinarios, Sapor no pudo asegurar una victoria decisiva.

## Primera guerra: 337-350
En 335, el emperador Constantino I envió a su hijo Constancio II en preparación para una campaña contra el Imperio Sasánida. Constancio reclutó y redactó nuevos soldados, implementó entrenamiento y simulacros, expandió la caballería y acumuló suministros. Estos preparativos no pasaron desapercibidos para los sasánidas. En 336, Sapor II envió a su general Narsés a invadir Armenia. 
Narsés, sin embargo, fue posteriormente derrotado y asesinado. Tras la muerte del emperador Constantino, Sapor asedió Nisibis, que entonces se consideraba la clave de Mesopotamia. Después de sesenta días, sin estar más cerca de tomar Nisibis y con una plaga que obstaculizaba a su ejército, levantó el asedio y regresó a Persia. Aunque perdió en Nisibis, Sapor cobró tributo del rey armenio a partir del año 345/6. 
En 343/344, Constancio se encontró con las fuerzas de Sapor cerca de Singara o Alaina. La fecha de esta batalla es incierta. Las fuentes están divididas en cuanto al vencedor de la batalla. Algunas fuentes afirman una victoria sasánida, algunas una victoria romana, mientras que otra declara una victoria romana pírrica.
En 346/7, Sapor asedió Nisibis por segunda vez y fue rechazado.
En 348, un ejército sasánida invadió la Mesopotamia romana y marchó sobre Singara. La ciudad fortaleza fue asediada o bloqueada. Mientras los sasánidas acampaban alrededor de Singara, los romanos lanzaron una redada nocturna en su campamento, matando a muchos soldados sasánidas mientras dormían. Esto interrumpió la campaña 348 de Sapor. El ejército sasánida se retiró a su propio territorio. 
En 350, Sapor puso sitio a Nisibis, por tercera vez. Las presas del río Mygdonius, que pasaba cerca del valle en el que se encontraba Nisibis, se derribaron y el valle se inundó. Cuando toda la llanura se llenó de agua hasta las murallas de la ciudad, una flota sasánida se embarcó y flotó hasta las murallas. Una parte de las murallas se derrumbó y los sasánidas se retiraron en preparación para el asalto. El ataque que fue lanzado, apoyado por elefantes de guerra sasánidas, se empantanó en las aguas fangosas formadas por el lago, y Sapor dio la señal de retroceder. En el intervalo de una sola noche, los defensores efectuaron la reparación de las murallas. Esto, junto con las noticias de las invasiones húnicas de las provincias orientales, obligó a Sapor a un cese de las hostilidades contra Roma. Antes de retirarse a Persia, Sapor quemó todo su equipo de asedio y ejecutó a algunos de sus principales oficiales y consejeros. 
La usurpación de Magnencio (350-353) en el Occidente ocurrió casi al mismo tiempo, desviando la atención de Constancio, quien dejó a su primo Constancio Galo para defender el Oriente.

## Entreguerras: 350-359
Durante 350-359 languideció la guerra entre los imperios romano y sasánida. Constancio participó en varias campañas contra enemigos, tanto extranjeros como domésticos, mientras que Sapor se ocupó de su campaña oriental en las estepas de Asia Central.
En 356, sin embargo, los romanos hicieron propuestas serias hacia una paz duradera. Sapor entregó sus condiciones al siguiente efecto: que Constancio entregara las provincias de Mesopotamia y Armenia, que Diocleciano había arrebatado a Narsés en virtud del Tratado de Nisibis. Constancio, aunque desacreditado por derrotas anteriores, e incluso él mismo dudaba en secreto del resultado de una segunda guerra, trató la oferta con desprecio. 
Sin embargo, envió a oficiales civiles y militares acompañados por un sofista a una nueva embajada a la corte sasánida, advirtiendo a Sapor II de la necesidad de motivos más razonables para la paz. La embajada fue despedida por Sapor cuando llegó a Se llevaron a cabo Ctesifonte y los preparativos para otra campaña.

## Segunda guerra: 359-361
En 359, Sapor II lanzó una invasión a gran escala en la Mesopotamia romana. Durante esta campaña fue asistido por el traidor romano Antonino que tenía un conocimiento crítico de las defensas romanas. Con la mayoría de las tribus orientales (incluidos los chionitas) apoyando ahora a su ejército, Sapor cruzó el Tigris en Nínive y marchó hacia Singara, que asaltó o bloqueó. Luego marchó a Bebase, un importante cruce de carreteras en el río Khabur. Desde allí podría amenazar a Nisibis al este y Zeugma, donde se encontraba el puente principal que cruza el Éufrates, al oeste. Sorprendió al general Ursicino, cuyo cuartel general estaba en Nisibis, al marchar repentinamente hacia el Amida al norte. 
Tan pronto como los espías de Ursicino, incluido el posterior historiador Amiano Marcelino, le informaron que el ejército sasánida había cruzado el Tigris, aseguró las defensas de Nisibis y se dirigió a Amida. Después de dar la orden de quemar los campos de la Mesopotamia romana para evitar que el ejército de Sapor lo utilizara como forraje, la población se refugió en la ciudad fortificada. Una vez asegurado el cruce del Tigris por parte de Sapor, Ursicino retrocedió hasta Amida, desde donde podía hostigar a los sasánidas si asediaban Nisibis o amenazaban sus líneas de comunicación y suministro en caso de que marcharan hacia el oeste. Después de establecer su cuartel general en Amida, Ursicino se retiró para supervisar la defensa del Éufrates.
Seis legiones romanas: la V Parthica, la XXX Ulpia Victrix, Magnencio, Decencio, Superventores y Praeventores y un destacamento (vexillation) de la X Fortenses se habían reunido en Amida y asumieron su defensa. Las legiones Magnencio, Decencio y XXX Ulpia Victrix eran restos del ejército del usurpador Magnencio, y había sido enviado al este por Constancio al final de la guerra civil. A diferencia de las otras legiones de la zona, estas tres legiones estaban formadas por soldados galos. Los números de la fuerza romana en Amida son un punto de debate: Crawford los sitúa en 20.000, Blockley en 7.000-10.000, y Harrel en 5.300. Según los informes, el ejército de Sapor contaba con 100.000 hombres. 
Sapor pasó por alto Nisibis y llegó a Bebase. Desde allí, sus exploradores le informaron de la inundación del Éufrates y de una fuerte fortificación romana en la otra orilla. Ante esta situación, Antonino aconsejó al monarca sasánida que obligara a marchar a su ejército y cruzar el Éufrates al noroeste de Amida. Desde allí, Sapor pudo avanzar hacia el interior de Asia Menor. Marchando por Horre, Miacarire, Carcha y las fortalezas de Reman y Busan que capitularon en su aproximación, Sapor llegó bajo los muros de Amida a finales de julio.

### Asedio de Amida (359)
Sapor se convenció a sí mismo de que la mera visión de su formidable ejército aterrorizaría a la ciudad hasta la rendición. Grumbates, rey de los chionitas, fue enviado para amenazar a la desafiante ciudad para que se sometiera. Pero antes de que el rey pudiera dar a conocer la razón de su acercamiento, un dardo de las ballestas romanas golpeó a su hijo y príncipe heredero y lo mató instantáneamente. 
Los sasánidas rodearon la ciudad por todos lados; como auxiliares, a los vertae se les asignó el asalto del muro sur, los albaneses al norte, los chionitas al este y los segestanis con sus elefantes de guerra al oeste. Las operaciones del asedio comenzaron con una descarga mutua de misiles de dos días, luego de fuertes bajas en ambos lados, se concluyó una tregua. Luego, los sasánidas se dispusieron a levantar montículos para escalar los muros y torres de asedio capturadas a los romanos en la guerra anterior en Singara. 
Mientras tanto, las incursiones de la caballería sasánida estaban devastando el país circundante tomando muchos prisioneros y mucho botín. Ursicino, que propuso un audaz ataque utilizando infantería ligera para desviar el bloqueo sasánida, fue acusado de fomentar un revés traicionero a través de su celo excesivo por el alivio de la ciudad.
Un ataque nocturno al campamento sasánida por dos legiones galas de Amida elevó la moral romana e infligió grandes pérdidas al ejército sasánida, pero la pérdida de 400 galos fue más devastadora para la ciudad sitiada. Sapor incrementó sus asaltos a la ciudad sólo para sufrir más bajas debido a los escorpiones romanos y los dardos de fuego. 
Finalmente las estructuras romanas, bajo el bombardeo de ballestas sasánidas, colapsó. Los sasánidas llevaron sus montículos de tierra hasta el nivel de las murallas y entraron en la ciudad. Después de una prolongada defensa desesperada, la guarnición fue dominada, la ciudad saqueada y los habitantes trasladados a los confines del Imperio Sasánida. El Conde Eliano y el resto de los comandantes romanos supervivientes fueron crucificados. Tras el éxito del asedio y la llegada del otoño, los sasánidas se vieron obligados a regresar a los cuarteles de invierno. 

### Campañas de 360
En la primavera de 360, Sapor renovó sus incursiones en Mesopotamia y asedió la ciudad desértica de Singara. El muro fue roto después de algunos días por arietes, y la ciudad cayó. Las legiones I Flavia y I Parthia que habían formado la guarnición, así como los habitantes de Singara, fueron enviados al cautiverio en la Persia sasánida. 
Sapor luego invirtió Bazabde, una fuerte fortaleza romana en el Tigris. Se demoró sólo para reparar las murallas y colocar una fuerte guarnición en Bazabde antes de emprender una expedición contra Virtha, una formidable fortaleza en los valores atípicos del desierto de Mesopotamia. Pero la guarnición de Virtha se defendió con éxito y Sapor se retiró sobre el Tigris hacia el final de la temporada de campaña. 
Mientras tanto, hacia el otoño de 360, Constancio finalmente llegó a la cabeza de su ejército preparado durante mucho tiempo. La revuelta de Juliano en la Galia había retrasado momentáneamente al emperador, pero sus ministros lo convencieron para que hiciera campaña contra los sasánidas. Antes de cruzar el Tigris para enfrentarse a Sapor, Constancio estaba decidido a retomar la importante fortaleza de Bazabde. 
Durante el bloqueo que siguió, los sasánidas salieron varias veces de la ciudad para destruir los arietes y balistas romanos. Con el comienzo del invierno, la zona se inundó con fuertes lluvias y los ataques de Constancio fueron rechazados, se retiró de Bazabde a Siria e pasó el invierno en Antioquía. 

### Campañas de 361
En la primavera siguiente del 361, Constancio cruzó el Éufrates una vez más y llegó a Edesa. No dispuesto a reanudar el bloqueo de Bazabde y temiendo un costoso asedio, envió a sus dos generales, Arbetio y Agilo, a observar los movimientos de Sapor desde la otra orilla del Tigris para informarle cuando este último debía cruzar el río. 
Sin embargo, Sapor se negó a aventurarse sobre el Tigris y todo el verano de 361 se desperdició en maniobras ineficaces con cada monarca en las orillas opuestas del río. Mientras tanto, Constancio había solicitado refuerzos a Juliano en la Galia, pero las legiones galas se rebelaron y proclamaron emperador a Juliano. 
A causa de la inmediata amenaza sasánida, Constancio no pudo responder directamente a la usurpación de su primo, salvo enviando misivas en las que intentaba convencer a Juliano de que renunciara al título de Augusto y se conformara con el de César. Constancio no vio otra alternativa que enfrentarse al usurpador y, sin embargo, persistía la amenaza de una invasión de Sapor. 
Sapor, sin embargo, no intentó otra campaña ese año. Este respiro temporal en las hostilidades permitió a Constancio centrar toda su atención en Juliano. La guerra terminó indecisamente con Constancio muriendo de fiebre el 5 de octubre de 361 en Mobsucrenae.

## Consecuencias
Tras la muerte de Constancio II, Juliano quedó como único emperador romano. Intentó restaurar el paganismo como religión oficial y poco después partió para el Oriente a reanudar las hostilidades contra Sapor II. Sin embargo, tras una breve campaña en 363, Juliano pereció en la guerra y fue sucedido por el militar Joviano, también de breve reinado (363-364), quien pactó la paz con el Imperio sasánida.